# Поту білокрилий
Поту білокрилий (Nyctibius leucopterus) — вид дрімлюгоподібних птахів родини потуєвих (Nyctibiidae).

## Поширення
Поту білокрилий поширений в Південній Америці. Птах трапляється у тропічних та субтропічних низинних лісах Бразилії, Перу та Гаяні.